# Anthony Ammirati
Anthony Ammirati (ur. 16 lipca 2003 w Grasse) – francuski lekkoatleta specjalizujący się w skoku o tyczce, oficer rezerwy policji.

## Życiorys
Trenowanie skoku o tyczce rozpoczął w wieku 12 lat. Jest medalistą mistrzostw Francji. W 2019 triumfował na olimpijskim festiwalu młodzieży Europy w Baku. W sezonie 2021 został mistrzem Europy juniorów. W następnym roku zdobył srebro igrzysk śródziemnomorskich i wywalczył mistrzostwo świata do lat 20. W 2023 został zawodnikiem Envol Club w Clermont-Ferrand.
W 2024 odpadł w półfinale Igrzysk Olimpijskich w Paryżu; w trakcie drugiej (nieudanej) próby skoku na wysokość 5,70 m zahaczył poprzeczkę penisem, a nagranie z incydentu stało się internetowym wiralem i było komentowane przez międzynarodowe media.
Rekordy życiowe: stadion – 5,81 (31 sierpnia 2022, St. Wendel); hala – 5,70 (11 lutego 2024, Paryż). 

## Osiągnięcia
| Rok  | Impreza                              | Miejsce | Pozycja           | Wynik |
| ---- | ------------------------------------ | ------- | ----------------- | ----- |
| 2019 | Olimpijski festiwal młodzieży Europy | Baku    | 1. miejsce        | 4,95  |
| 2021 | Mistrzostwa Europy U20               | Tallinn | 1. miejsce        | 5,64  |
| 2021 | Mistrzostwa świata U20               | Nairobi | –                 | NM    |
| 2022 | Igrzyska śródziemnomorskie           | Oran    | 2. miejsce        | 5,65  |
| 2022 | Mistrzostwa świata U20               | Cali    | 1. miejsce        | 5,75  |
| 2023 | Mistrzostwa Europy U23               | Espoo   | 5. miejsce        | 5,50  |
| 2024 | Igrzyska olimpijskie                 | Paryż   | el. – 15. miejsce | 5,60  |